# Hughes (Wisconsin)
Hughes város az USA Wisconsin államának Bayfield megyéjében. Lakosainak száma 471 fő (2020. április 1.).

## Népesség
A település népességének változása:

| 2010 | 383 |
| 2020 | 471 |